# Nicolette DuClare
Nicolette DuClare är en fiktiv karaktär från spelen Deus Ex och Deus Ex: Invisible War.
I Deus Ex är Nicolette medlem i organisationen Silhouette. Man får reda på att Majestic 12 har dödat Nicolettes mamma, Beth DuClare, som var medlem i organisationen Illuminati. Tillsammans med Nicolette utforskar JC Denton hennes hus efter ledtrådar som ska föra JC till Illuminati.
I uppföljaren, Deus Ex: Invisible War, är Nicolette ledare för världskyrkan (The Order). Bland vanliga människor är det ingen som vet vem hon är, och bland anhängare (men även icke-troende) är hon endast känd som Hennes Helighet. Man får senare reda på att hon, tillsammans med Chad Dumier, är ihop och styr världen genom Illuminati.